# Allelopathy Journal
Allelopathy Journal is een internationaal, aan collegiale toetsing onderworpen wetenschappelijk tijdschrift op het gebied van de landbouwkunde. De naam wordt in literatuurverwijzingen meestal afgekort tot Allelopathy J.. Het wordt uitgegeven door de International Allelopathy Foundation.